# Hyacinthe (actor)
Louis Hyacinthe Duflost, dit Hyacinthe, va ser un actor i cantant d'opereta francès nascut a Amiens, el 15 d'abril de 1814 i mort a París el 8 de maig de 1887.
Comença molt aviat l'ofici d'actor passant per diversos teatres de París: l'Ambigu, el Vaudeville, el Variétés. El 1847 entra al Palais-Royal on hi romandrà fins a la seva mort. Una part de la seva reputació com a actor es fonamentava amb l'aspecte monumental del seu nas. Interpretava sovint personatges de caràcter "idiota". Va viure a Montmartre amb la seva dona i els seus fills.
Consta en el repartiment de nombroses obres d'Eugène Labiche.